# Opstandingskerk in Kadasji
De Opstandingskerk in Kadasji (Russisch: Храм Воскресения Христова в Кадашах; Chram Woskresenije v Kadasji) is een Russisch-orthodoxe Kerk in het centrum van de Russische hoofdstad Moskou. De kerk bevindt zich in de wijk Zamoskvoretsje aan de Kadashevskaya naberezhnaya.

## Bouw
De kerk is een van de mooiste voorbeelden van de Moskouse Barok en werd gebouwd rond 1687. De kerk heeft twee verdiepingen en is bekroond met 5 koepels. De ranke toren met een hoogte van meer dan 43 meter werd in 1695 toegevoegd.

## Geschiedenis
Op dezelfde plek bevond zich reeds in 1493 een houten kerk. In 1657 werd de kerk vervangen door een kerk van steen. Na 30 jaren werd deze kerk vervangen door de huidige kerk. In 1812 werd de kerk door de troepen van Napoleon ontwijd en als paardenstal ingericht. De kerk werd geplunderd en in brand gestoken. In 1849 werd de kerk na restauratie opnieuw ingewijd door de metropoliet.

## Sluiting
Na de sluiting in 1934 kreeg de kerk diverse bestemmingen. Het gebouw diende o.a. als ruimte voor een KGB-archief en als sportclub voor een naburige worstfabriek. Vanaf de restauratie in de jaren ’60 van de twintigste eeuw werd het in gebruik genomen door het Russisch Wetenschappelijk en RestauratieCentrum.

## Heropening
Vanaf 2004 werden er weer erediensten gehouden in de zomerkerk. De officiële overdracht van het gebouw aan de Russisch-orthodoxe kerk vond plaats op 1 december 2006. In 2007 zijn de koepels gerestaureerd en werden er nieuwe kruisen op de koepels geplaatst.

## Slag om Kadashi
Een besluit van burgemeester Joeri Loezjkov om rond de kerk meerdere historische gebouwen af te breken leidde in 2010 tot heftige publieke verontwaardiging. De gebouwen moesten plaats maken voor een tot zes verdiepingen tellend appartementencomplex. Door de nieuwbouw zou de kerk aan drie zijden worden ingesloten. Het besluit werd beschouwd als Loezjkov's laatste aanval op het culturele erfgoed van Moskou. Het conflict werd in de Russische pers breed uitgemeten en werd bekend als de “Slag om Kadashi”.